# KM3NeT
KM3NeT (zkratka km3 sized Neutrino Telescope) je nově budovaný projekt hlubinného teleskopu Evropského podmořského výzkumu. Umístění teleskopu je situováno na dno Středozemního moře. Projekt je určen ke sledování a detekci neutrin pocházejících z hlubokého vesmíru, zbytků supernov, supernov samotných, gama záblesky nebo kolizí hvězd a nástrojem při hledání temné hmoty vesmíru. Konstrukce těchto teleskopů nejsou klasické „tubusové“ ale jedná se o koncepci rozprostřených snímačů v prostoru. Takový to teleskop se skládá z desítek tisíců optických snímačů uspořádaných ve tvaru krychle nebo kvádru.

## Princip a konstrukce
Principem funkce je zachytávání slabých optických záblesků nabitých částic, vznikajících interakcí neutrin a vody. Tyto záblesky bude zachytávat 12 000 optických senzorů ve tvaru koule, odolných proti působení tlaku vodního sloupce. Tyto senzory by měly být umístěny na přibližně 300 vertikálních (svislých) nosičích, každý o výšce 830 m upoutaných ke dnu moře. Celkový objem podmořského prostoru, v němž budou senzory rozmístěny, představuje objem několika krychlových–kubických kilometrů.
Všechny senzory, každý s 31 fotonásobiči, budou přes širokopásmovou optickou síť napojeny na pobřežní výpočetní středisko, kde se bude provádět první zpracování naměřených hodnot.
Součástí realizace by měly být i vědecké laboratoře pro mořské biologii, oceánografii a geofyziku.

## Realizace
V roce 2010 byla odsouhlasena technická studie a uveřejněna v roce 2011. Konstrukce KM3NeT vychází ze tří předchozích projektů stejného zaměření: teleskopu Antares observatoře Majorana Neutrino Ettore Majorana a projektu NESTOR na severní polokouli; třetím projektem je IceCube Neutrino Observatory v Antarktidě.

## Detaily projektu
| Zkratka projektu:  | KM3NET-PP         |
| Reference:         | 212525            |
| Zahájení projektu: | 1. března 2008    |
| Doba trvání:       | 48 měsíců         |
| Konečné datum:     | 29. února 2012    |
| Náklady:           | 13,07 milionů eur |
| Stav:              | realizace         |